# Balthasar de Moucheron
Pour les articles homonymes, voir Moucheron.
Balthasar de Moucheron, né vers 1552 et mort en 1630 est un navigateur, corsaire, marchand et armateur hollandais d'origine française, qui a créé en 1597 la Compagnie de Moucheron, une compagnie de commerce, qui a précédé la Compagnie néerlandaise des Indes orientales.

## Famille
Il appartenait à une famille originaire de Verneuil-sur-Avre, en Normandie, réfugiée pour cause de religion en Hollande. Il est le fils de Pierre de Moucheron (1508-1567) et d'Isabelle de Gerbier (1518-1569).
Pierre de Moucheron, son père, au milieu du XVIe siècle, est marchand à Middlebourg et à Anvers. 
Il est le père de Balthasar de Moucheron, Georges de Moucheron, et de Marguerite de Moucheron.

## Biographie
En 1594, Balthasar de Moucheron, émigré en Hollande après avoir vécu en Normandie, donnait les instructions aux trois navires des États commandés par Cornelis Nay, qui devaient aller chercher le passage à la Chine par la « mer Glaciale ».
On retrouve ses navires en 1595 dans le sud de la mer des Caraïbes, dans la région espagnole de Cumaná, sur la côte vénézuélienne. Ses navires opèrent tout près de Margarita (île) et de Tobago, contrôlé dès 1595 par des contrebandiers zélandais armés à Middelbourg par Balthasar De Moucheron. De 1599 à 1605, plus de cent bâtiments néerlandais y visitèrent chaque année les salines de Punta d'Araya.
Entre l’été 1599 à 1705, avant la création de la compagnie néerlandaise des Indes occidentales, ce fut pas moins de 768 navires hollandais qui croisèrent sur les côtes du Venezuela pour y exercer leur négoce.